# Easton (Washington)
Easton az Amerikai Egyesült Államok északnyugati részén, Washington állam Kittitas megyéjében elhelyezkedő statisztikai település. A 2010. évi népszámlálási adatok alapján 478 lakosa van.
Az 1902-ben alapított település nevét a Stampede-alagút keleti végéhez való közelsége miatt kapta.

## Éghajlat
A város éghajlata mediterrán (a Köppen-skála szerint Csb).
| Hónap                         | Jan.  | Feb.  | Már.  | Ápr.  | Máj. | Jún. | Júl. | Aug. | Szep. | Okt.  | Nov.  | Dec.  | Év    |
| ----------------------------- | ----- | ----- | ----- | ----- | ---- | ---- | ---- | ---- | ----- | ----- | ----- | ----- | ----- |
| Rekord max. hőmérséklet (°C)  | 18,3  | 20,6  | 35,0  | 35,6  | 37,2 | 37,8 | 40,6 | 40,6 | 36,7  | 35,6  | 22,2  | 18,9  | 40,6  |
| Átlagos max. hőmérséklet (°C) | 2,2   | 5,0   | 10,0  | 13,9  | 18,3 | 21,7 | 26,7 | 26,7 | 22,8  | 14,4  | 6,1   | 0,6   | 14,1  |
| Átlagos min. hőmérséklet (°C) | −4,4  | −4,4  | −1,1  | 1,1   | 5,0  | 8,3  | 11,7 | 11,1 | 6,1   | 1,1   | −1,7  | −5,6  | 2,3   |
| Rekord min. hőmérséklet (°C)  | −36,1 | −33,9 | −18,9 | −11,1 | −7,2 | −3,9 | −0,6 | −5,0 | −11,1 | −12,2 | −25,6 | −35,0 | −36,1 |
| Átl. csapadékmennyiség (mm)   | 76    | 68    | 50    | 27    | 29   | 23   | 15   | 13   | 21    | 49    | 109   | 89    | 569   |
| Forrás: The Weather Channel   |       |       |       |       |      |      |      |      |       |       |       |       |       |

## Népesség
A település népességének változása:
| Lakosok száma | 383  | 478  | 407  |
|               | 2000 | 2010 | 2020 |

## Nevezetes személy
- Sherwood Egbert, tengerészgyalogos[6]

## Fordítás
Ez a szócikk részben vagy egészben  az   Easton, Washington című angol Wikipédia-szócikk ezen változatának fordításán alapul.  Az eredeti cikk szerkesztőit annak laptörténete sorolja fel. Ez a jelzés csupán a megfogalmazás eredetét és a szerzői jogokat jelzi, nem szolgál a cikkben szereplő információk forrásmegjelöléseként.